# Hawks de Saginaw
Les Generals / Hawks de Saginaw sont une franchise de hockey sur glace ayant évolué dans la Ligue internationale de hockey.

## Historique
L'équipe a été créée en 1985 à Saginaw au Michigan à la suite de la relocalisation des Generals de Flint. L'équipe évolua dans la LIH durant deux saisons sous le nom des Generals avant d'être renommé en 1987 les Hawks pour s'identifier aux Blackhawks de Chicago de la Ligue nationale de hockey qui firent d'eux leur club affilié jusqu'en 1989, année où la franchise cessa ses activités. 

### Saisons en LIH
Note : PJ : parties jouées, V : victoires, D : défaites, N : matchs nuls, DP : défaite en prolongation, DF : défaite en fusillade, Pts : Points, BP : buts pour, BC : buts contre, Pun : minutes de pénalité.
| Saison    | Nom                 | PJ | V  | D  | DP | Pts | Classement             | Séries éliminatoires | Entraîneur        |
| --------- | ------------------- | -- | -- | -- | -- | --- | ---------------------- | -------------------- | ----------------- |
| 1985-1986 | Generals de Saginaw | 82 | 41 | 33 | 8  | 90  | 3e place, division Est | n/d                  | Dennis Desrosiers |
| 1986-1987 | Generals de Saginaw | 82 | 44 | 32 | 6  | 94  | 2e place, division Est | n/d                  | Dennis Desrosiers |
| 1987-1988 | Hawks de Saginaw    | 82 | 45 | 30 | 7  | 97  | 3e place, division Est | défaite en 2e ronde  | Dennis Desrosiers |
| 1988-1989 | Hawks de Saginaw    | 82 | 46 | 26 | 10 | 102 | 2e place, division Est | défaite en 1re ronde | Darryl Sutter     |